# Wehbers Wassermühle
Wehbers Wassermühle gehört zu einem Gebäudekomplex in Himmelpforten im Landkreis Stade, der aus der früheren Wassermühle und Wehbers Mühle als vierstöckiger Windmühle in der Art eines Galerieholländers besteht. Die Wassermühle wurde 1739 erbaut und bis zur Mitte des 20. Jahrhunderts genutzt. Die früheren Mühlen zählen zu den Wahrzeichen des Ortes und stehen unter Denkmalschutz.

## Geschichte
Die Wassermühle geht auf die vermutlich im 14. Jahrhundert entstandene „Wassermühle am Beek“ zurück, die zum Besitz des 1250 gegründeten Klosters Himmelpforten gehörte. 1653 erhielt der Klostervogt Michael Wehber die Wassermühle zum Lehen. Die Mühle lag damals näher an der Heerstraße, die heute eine Bundesstraße ist. Nach dem Abbruch der Mühle wurde sie im Jahre 1739 an ihrem jetzigen Platze am Stauwehr wiederaufgebaut. Die Grundlage für den Betrieb der Wassermühle war das Staurecht am Mühlenbach, das ein vom Landesherren verliehenes Recht war. Die älteste vorhandene Urkunde dazu ist ein Erbenzinsbrief aus dem Jahre 1840. In den darauf folgenden Jahren wurde das Recht immer wieder neu aufgesetzt oder ergänzt.
Im Jahr 1935 wurde wegen eines Hochwassers das Wehr- und das Antriebsrad der Wassermühle zerstört. Die Wassermühle hatte nur einen einzigen Schrotgang zum Schroten des Getreides und einen Mahlgang, um Weizen- und Roggenfeinmehl herzustellen, zudem war im Sommer des Öfteren der Wasserstand zu niedrig, um die Wassermühle zu betreiben. Daher wurde im Jahr 1871 beschlossen, Wehbers Mühle als Windmühle zu erbauen. 1958 wurde das Staurecht durch vertragliche Regelungen zwischen der Kuhlaer Wassergenossenschaft und dem Mühlenbesitzer vorläufig aufgehoben, so dass der Betrieb eingestellt wurde.
Seit Jahrhunderten befindet sich die Wassermühle im Besitz der Familie Wehber und wird in der 12. und 13. Generation von Hans Wehber und seinem Sohn Wilhelm Wehber betreut. Die denkmalgeschützten Räumlichkeiten dienen heute als Lagerraum des Garten- und Heimwerkermarktes Wehbers Mühle, zu welchem auch ein Restaurant in der früheren Windmühle gehört.
Die Niedersächsische Mühlenstraße führt an der ehemaligen Wassermühle vorbei.